# Домашкув (Воловський повіт)
Домашкув (пол. Domaszków, нім. Dombsen) — село в Польщі, у гміні Волув Воловського повіту Нижньосілезького воєводства.
Населення — 186 осіб (2011).
У 1975-1998 роках село належало до Вроцлавського воєводства.

## Демографія
Демографічна структура станом на 31 березня 2011 року:
|          | Загалом | Допрацездатний вік | Працездатний вік | Постпрацездатний вік |
| -------- | ------- | ------------------ | ---------------- | -------------------- |
| Чоловіки | 90      | 23                 | 57               | 10                   |
| Жінки    | 96      | 17                 | 55               | 24                   |
| Разом    | 186     | 40                 | 112              | 34                   |